# أحمد حسن الرشيدي
الدكتور أحمد حسن الرشيدي هو طبيب مصري ، كان من أوائل الأطباء المصريين في عهد محمد علي باشا. عاش حتى أوائل عهد إسماعيل باشا ، وله عدة مؤلفات في الطب والطبيعيات والأقرباذين.

## حياته
تعلم الدكتور أحمد بن حسن بن على الرشيدى بالجامع الأزهر وبمدرسة الطب بأبي زعبل ، وأرسلته الحكومة المصرية إلى باريس فأتم درس الطب وعاد إلى القاهرة سنة 1838 ، فعين مدرسًا للعلوم الطبيعية بمدرسة الطب إلى أن أقفلت في أول عهد محمد سعيد باشا ، فانصرف إلى التصنيف والتطبيب إلى أن توفي.

## مؤلفاته
- بهجة الرؤساء في أمراض النساء.
- ونزهة الإقبال في مداواة الأطفال.
- والروضة البهية في مداوة الأمراض الجلدية (مجلدان).
- ونخبة الأماثل في علاج تشوهات المفاصل.
- وعمدة المحتاج في علمي الأدوية والعلاج (أربعة أجزاء كبيرة).
- وترجم عن الفرنسية الدراسة الأولية في الجغرافيا الطبيعية.
- كما توجد له رسالة في تطعيم الجدري.

## وفاته
توفي بالقاهرة عام 1282 هـ/1865 م.

## تكريمه
سمي شارع باسمه في حي السيدة زينب قرب مستشفى القصر العيني وهو الآن مركز للعديد من المحلات والشركات المتخصصة في الأدوات الطبية ، وهو يوصل بين محطة مترو أنفاق السيدة زينب والقصر العيني الفرنساوي.